# نصر الله خان ختك
نصر الله خان ختك (1923 - 2 نوفمبر 2009) سياسي باكستاني، شغل منصب سادس رئيس وزراء منتخب لخيبر باختونخوا.  وكان رئيس وزراء المقاطعة من 3 مايو 1973 إلى 19 أبريل 1977.
ولد عام 1923 في قرية مانكي شريف بمنطقة نوشيرا بمنزل مير أسلم خان ختك. ينتمي إلى قبيلة ختك. وهو ابن عم برويز ختك (رئيس الوزراء السابق لخيبر باختونخوا). توفي نصر الله ختاك بسبب السكتة القلبية يوم الاثنين 2 نوفمبر 2009 عن عمر يناهز 86 عامًا. تم دفنه في مقبرة أجداده في مانكي شريف في منطقة ناوشيرا.